# Минаев, Юрий Алексеевич
Юрий Алексеевич Минаев (12 декабря 1936 года, Москва, СССР , РФ) — советский, казахстанский и российский учёный-металлург, специалист в области пирометаллургических процессов. Доктор технических наук, профессор кафедры физической химии НИТУ "МИСиС". Ректор Карагандинского металлургического института (1988 – 92 гг.).

## Биография
Родился 12 декабря 1936 года в городе Москве. В 1954 году поступил в Московский институт стали. В 1957-1959 годах учился в Венгрии в Будапештском государственном университете по специальности «Физическая химия». В 1959 году возвращается в МИСиС, который заканчивает в 1962 году с присвоением квалификации "инженер-металлург". В 1962-1965 годах обучался в аспирантуре этого же вуза, в 1965 году защитил кандидатскую диссертацию, научный руководитель - Вули Аршакович Григорян. В 1965 – 1982 годах работал в Московском институте стали и сплавов, последовательно занимая должности ассистента, старшего преподавателя, доцента, профессора. В 1976 году защитил докторскую диссертацию. Решением ВАК СССР в 1978 году ему было присвоено звание профессора.
В 1982-1983 годах по поручению Минвуза СССР в порядке педагогической и научной помощи занимал должность заведующего кафедрой «Технология химического производства» завода-ВТУЗа при Карагандинском металлургическом комбинате. В 1983-1988 годах возвращается в Московский институт стали и сплавов на должность профессора. В 1988 году на альтернативной основе избран ректором завода-ВТУЗа при КМК, сменив на этом посту Н.К. Ишмухамедова. В должности ректора проработал до июня 1992 года, уступив должность А.Г. Дылюку. Вернулся в Москву на должность профессора кафедры физической химии МИСиС.

## Научная и педагогическая деятельность
Научные разработки кандидатской (1965 г.) и докторской (1976 г.) диссертаций, выполненных под руководством профессора В.А. Григоряна и консультаций профессора А.А. Жуховицкого, вошли в учебники по теории пирометаллургических процессов. Ю.А. Минаевым разработаны направления совершенствования металлургических технологий, исходя из знаний о дисперсных системах и поверхностных явлениях. Им обоснованы теоретически и установлены экспериментально явления: выгорания примесей из металлургических расплавов; диффузиофоретическое движение и ортокинетическое укрупнение продуктов раскисления стали; полислойного растекания металлических расплавов; интенсификации процессов массопереноса (типа Марангони-Гиббса); аномальной диффузии в металлах. Получены термодинамические критерии устойчивости дисперсных металлургических систем. Разработаны новые композиционные материалы (совместно с ВИАМ, ВИЛС) и огнеупоры для конверторов. Обоснована возможность перехода твердых границ зерен в квазижидкое состояние (фазовые переходы первого рода) при температурах 0,5−0,8 температуры плавления (удостоена медали им. П.Л. Капицы) и переход ряда керамик в состояние сверхпроводимости (грант фонда Сороса).
Ю.А. Минаевым опубликовано более 150 печатных трудов, монография, два курса лекций по физической химии (изданы в Москве и Алма-Ате). Он был экспертом ЮНИДО ООН (1982–1992 гг.), действительный член Канадского института металлургии (с 1980 г.). Входил в состав редколлегии журнала «Известия вузов. Черная металлургия», был членом специализированных советов по защите докторских диссертаций.

## Избранные труды
- Минаев, Юрий Алексеевич. Поверхностные явления в металлургических расплавах и гетерогенных процессах [Текст] : Автореферат дис. на соискание ученой степени доктора технических наук. (05.16.02) / Моск. ин-т стали и сплавов. - Москва : [б. и.], 1976.
- Минаев, Юрий Алексеевич. Физическая химия: Раздел "Химическая термодинамика и теория растворов": учебное пособие для студентов специальностей 0403, 0405К, 0408, 0411, 0604, 0629 - Москва: МИСИС, 1981.
- Минаев, Юрий Алексеевич. Поверхностные явления в металлургических процессах / Ю. А. Минаев. - М. : Металлургия, 1984.
- Физическая химия : Учеб. пособие для студентов спец. 0401-0404 / Ю. А. Минаев, К. Ж. Симбинова; Моск. ин-т стали и сплавов, Каф. физ. химии. - М. : МИСИС, 1987.
- Физическая химия. Разделы: Коллоидная химия. Поверхностные явления : Курс лекций для студентов спец. 0401, 0402, 0403, 0404 / Г. Л. Малютина, Ю. А. Минаев; Под ред. Ю. А. Минаева; Моск. ин-т стали и сплавов, Каф. физ. химии. - М. : МИСИС, 1987.
- Минаев, Юрий Алексеевич. Физическая химия : Разд. "Термодинам. активность и фазовое равновесие" : Учеб. пособие для студентов спец. 0401-0404  Моск. ин-т стали и сплавов, Каф. физ. химии. - М. : МИСИС, 1987.
- Физическая химия: [Учеб. пособие для хим.-металлург. спец. вузов] / Ю. А. Минаев, К. Ж. Симбинова. Т. 1 «Химическая термодинамика». - Алма-Ата : Рауан, 1991.
- Физическая химия : [Учеб. пособие для хим.-металлург. спец. вузов] / Ю. А. Минаев, К. Ж. Симбинова. Т. 2 «Термодинамическая теория растворов» - Алма-Ата : Рауан, 1991.
- Физико - химия в металлургии. Термодинамика, гидродинамика, кинетика: Учеб. пособие для студентов вузов, обучающихся по направлениям 550500 и 651300 - "металлургия" / Ю.А. Минаев, В.В. Яковлев. - М. : МИСИС, 2001.